# 안동 김씨 성보
안동김씨성보(安東金氏姓譜)는 대전광역시 중구 한국족보박물관에 있는 조선시대의 족보이다. 2012년 1월 9일 대전광역시의 유형문화재 제45호로 지정되었다.

## 개요
조선 초기에 작성된 ‘동성보’로 양식적으로 조선 후기 족보와 좋은 비교 연구 자료가 되며, 조선시대 씨족사와 족보학의 연구는 물론, 서지학 연구에도 크게 활용될 수 있는 문화재이다.

## 참고 자료
- 안동김씨성보 - 국가유산청 국가유산포털